# Буска
Буска (итал. Busca) — коммуна в Италии, располагается в регионе Пьемонт, в провинции Кунео.
Население составляет 9819 человек (2008 г.), плотность населения составляет 151 чел./км². Занимает площадь 65 км². Почтовый индекс — 12022. Телефонный код — 0171.
Покровителями коммуны почитаются Пресвятая Богородица, празднование в первое воскресение августа, а также San Luigi Gonzaga.

## Демография
Динамика населения:

## Города-побратимы
- Сан Маркос Суд, Аргентина
- Крус Алта, Аргентина

## Администрация коммуны
- Официальный сайт: http://www.comune.busca.cn.it/ Архивная копия от 7 марта 2011 на Wayback Machine